# モザンビークの音楽
モザンビークの音楽（モザンビークのおんがく）はこの国の文化にとって重要な位置を占めている。伝統音楽はバントゥーの特徴を持ち、主に北部ではアラブの影響を受け、通常は社会的な儀式に伴うために行われ、ダンスのバック音・音楽グラウンドとしても使用される。

## 概要
モザンビークのポピュラー音楽は伝統音楽にルーツを持っているが、外国文化から導入されたリズムとテクノロジーが用いられることも多い。ポピュラーのジャンルの中でよく知られたものは、国土南部起源のマラベンタであり、ダンス音楽としてだけではなく、しばしば社会性が含まれた歌詞を持つ。ショペ人の伝統楽器ンビラは、2005年にUNESCOによって人類無形遺産と看做された。70年代にもアフリク・シモーネのような人気歌手が存在した。
モザンビークの若者向け音楽の幾つかの音楽様式の中には、マラベンタ、ヒップホップ、パサーダ、R&B、ドズクータなどが挙げられる。国内で人気のあるアーティストはアザガイア、MCロジェール、ネイマ、ダマ・ド・ブリング、デニー・OG、エスタカ・ゼロ、グプロ、マエル、リージャ・ジャメス、トリオ・ファン、イズロ・H、ドリフタ、イヴェス、ドパス、エルミニオなどである。